# Einar Hanson
Einar Hanson, även Hansson, född 16 juni 1899 i Västerås, död 3 juni 1927 i Santa Monica i Kalifornien, var en svensk skådespelare.

## Biografi
Einar Hanson var i början på en internationell karriär när han dog i en bilolycka, 27 år gammal. Han hade två år tidigare kommit till Hollywood tillsammans med Greta Garbo och Mauritz Stiller. Hos Paramount Pictures hade han spelat mot stjärnor som Clara Bow och Pola Negri samt gjort en huvudroll i succén Fashions for Women regisserad av Dorothy Arzner.
Innan avresan till USA hade han medverkat i den tyska filmen Den glädjelösa gatan (Die Freudlose Gasse) av Georg Wilhelm Pabst. I filmen medverkade även Greta Garbo och Asta Nielsen.
Hanson jordfästes i Klockrike kyrka den 12 juli 1927.

## Filmografi
- 1919 – Hemsöborna
- 1923 – Mälarpirater
- 1923 – Gunnar Hedes saga
- 1923 – Johan Ulfstjerna
- 1924 – 33.333
- 1924 – Livet på landet
- 1925 – Skeppargatan 40
- 1925 – Den glädjelösa gatan
- 1925 – Fra Piazza del Popolo
- 1925 – Greve Gustavssons galenskaper
- 1925 – Lumpen und Seide
- 1926 – Her Big Night
- 1926 – Hennes kungarike
- 1927 – The Lady in Ermine
- 1927 – The Masked Woman
- 1927 – Skilsmässans barn
- 1927 – En kvinnas bekännelse
- 1927 – Ned med vapnen!
- 1927 – Fashions for Women